# Keija demissa
Keija demissa är en kräftdjursart som först beskrevs av Brady 1868.  Keija demissa ingår i släktet Keija och familjen Pectocytheridae. Inga underarter finns listade i Catalogue of Life.